# Audubon (New Jersey)
Audubon è un comune degli Stati Uniti d'America, situato nello stato del New Jersey, nella contea di Camden.